# Sebestyén Júlia (tanár)
Sebestyén Júlia (Csíkcsicsó, 1944. április 24. –) erdélyi magyar matematikatanár.

## Családja
Magyar katolikus családból származik. Apja Léránt Sándor József (Budapest, 1917–Oroszországi fogolytábor, 1945), anyja Silló Rózália (Csíkcsicsó, 1922–Marosvásárhely, 1960). Férje dr. Weszely Tibor (1964–1979), dr. Sebestyén Dénes (1981–2013), fia Dénes-András, unokái András, Ágnes.
Második nevelőanyjának, Darvas Rozáliának köszönheti, hogy már gyerekkorában megismerhette az erdélyi magyarság történelmét, az erdélyi tudományos élet egyes személyiségeinek sorsát.

## Élete
Elemi iskoláit Bákóban (1951–1953) és Csíkszentdomokoson (1953–1958), további tanulmányait Csíkszeredában végezte; a marosvásárhelyi Pedagógiai Főiskolán szerzett matematikatanári diplomát (1966), 1979-től I. fokozatos tanár. 43 éven át matematikatanár különböző marosvásárhelyi általános iskolákban. Nyugdíjasként a Vályi Gyula matematikakörben tevékenykedik.

## Munkássága
Értelmet fejlesztő és jellemet formáló tevékenysége sokoldalú. A marosvásárhelyi gimnáziumi matematikatanárok pedagógiai körének vezetője (1971–1989), a Pedagógusok Házának szaktanácsadója, matematika tárgyú tevékenységeinek szervezője (1971–1986), a Maros megyei Tanfelügyelőség szaktanácsadója, módszertanosa (1971–1989).
Az 1990–1991-es tanévtől kezdődően, tíz éven át szervezte Donáth Árpád matematikatanárral Matematikai pályázat néven a Maros megyei általános iskolákat átfogó matematikaversenyt. A feladatok hetente a szerkesztőség segítségével a Népújságon keresztül jutottak a tanulókhoz. Tanári tevékenysége mellett közvetlenül is felelősségteljes részt vállal a gimnáziumi tanulók tehetségápolásában és Vályi Gyula emlékének ápolásában.
Nevéhez fűződik az Vályi Gyula Matematikai Társaság megalapítása 1994-ben, melynek társelnöke (1994–2002), elnöke (2002–2014), tiszteletbeli elnöke (2014–), de Vályi Gyula, a világhírű tudós, Marosvásárhely nagy szülöttje emlékének ápolása is. A Társaság 1994 és 2004 között az Erdélyi Magyar Műszaki Tudományos Társaság matematika szakosztályaként működött. 2004. november 1-én jegyezte be a marosvásárhelyi törvényszék nonprofit jogi személyként 45-ös számmal. Az Oktatásügyi Minisztérium 2004. november 19-én vette nyilvántartásába 484-es számmal. Két legfontosabb célkitűzése a gimnáziumi tanulók matematikai tehetségápolása és Vályi Gyula emlékének ápolása. A tehetségápolást a hetente tartott Vályi Gyula matematikakör és a Vályi Gyula Emlékversenyek biztosítják, melyeknek szervezésében és vezetésében nyugdíjasként is részt vesz.
Férje, dr. Sebestyén Dénes, a Társaság alapító tagja és támogatója segítségével állíttatták Vályi Gyula születésének 150. évfordulóján, 2005. január 25-én a Vályi Gyula emléktáblát, a Református Kollégium falára, és 2012. május 25-én a Vályi Gyula emlékművet a vár mellé, közel a régi Vályi családi házhoz, felvállalva a megvalósításukért évekig tartó ügyintézések sorát és az anyagi hozzájárulást. Ugyancsak férje javaslatára alapították Vályi Gyula halálának századik évfordulója emlékére a Vályi Gyula-díjat 2013-ban.
Módszertani, szaktanulmányait és cikkeit a Gazeta Matematică seria A, seria B,(București), Buletin informativ (ICPPD, Cluj Napoca), a Matematikai Lapok (Kolozsvár), a Tanügyi Újság (Bukarest), Műszaki szemle (EMT, Kolozsvár), Diákévkönyv (Kolozsvár), Népújság (Marosvásárhely) közölte.
Számos kitüntetés, érdemérem és érdemoklevél tulajdonosa.

## Kötetei
- Culegere de probleme în sprijinul elevilor claselor V–VIII.[1] (társszerző, I–II. Bukarest, 1985, 1986)
- Gyakorló feladatok matematikából (társszerző, I–II. Marosvásárhely, 1993)
- Összefoglaló aritmetikából és algebrából líceumba felvételizők számára (Marosvásárhely, 1994, 1995)
- Összefoglaló mértanból líceumba felvételizők számára (Marosvásárhely, 1995)
- Aritmetică, algebră. Sinteză pentru admiterea în liceu şi şcoli profesionale[2] (társszerző, Marosvásárhely, 1995)
- Matematika feladatgyűjtemény (társszerző, Marosvásárhely, 2000)
- Vályi Gyula emlékkönyv (emlékműve állításának emlékére), (társszerző, Studium Kiadó, Marosvásárhely, 2012)
- Vályi Gyula emlékkönyv (Halálának 100. évfordulója emlékére), (társszerző, Studium Kiadó, Marosvásárhely, 2013)
- Szemelvények a Vályi Gyula Matematikai Társaság húsz évi tevékenységeiből (Studium Kiadó, Marosvásárhely, 2015)

## Tankönyvfordítás
- Matematika V. osztályos tankönyv = Matematică manual pentru clasa a V-a (Sebestyén Júlia, Moldovan Irén, Sándor Éva) Ed. Sigma, Bucureşti, 1997

## Fontosabb cikkei
- Despre poliedre, Gazeta Matematică, seria B, anul XXII, nr.11, 1971, 651-655. old.
- Rolul factorilor motivaţionali în predarea matematicii prin folosirea instruirii programate
- Buletin informativ ICPPD, Cluj Napoca, 1975, pg. 130-134.
- Unele aspecte ale instruirii programate în predarea geometriei în spaţiu la clasa a VIII-a, Buletin informativ ICPPD, Cluj Napoca, 1977, 182-187. old.
- Halmazelméleti és logikai játékok, Matematikai Lapok, B, NR.6, 1977 243-248. old.
- Fibonacci - Leonardo Pisano, Gazeta Matematică, rev. de perf. metodică, an I., nr.3, 1980, 124-126. old.
- Bernoulli, Gazeta Matematică, revistă de perfecţionare metodică, an II., nr.1, 1981, 32-36. old.
- Teoria paralelelor I., Gazeta Matematică, rev. de perf. metodică, an II., nr.4, 1981, 180-186. old.
- Teoria paralelelor II., Gazeta Matematică, rev. de perf. metodică, an III., nr.1-2, 1982, 70-75. old.
- Niels Henrik Abel, Gazeta Matematică, rev. de perf. metodică, an IV., nr.1-2, 1983, 75-78. old.
- Galileo Galilei, Gazeta Matematică, revistă de perfecţionare metodică, an VIII., nr.1, 1987, 38-43. old.
- Feladatlapos differenciált oktatás matematikaórán, Tanügyi újság, XXXII év, 12. sz. 1988.12.20.
- Peter Gustav Lejeune Dirichlet, Gazeta Matematică, rev. de perf. metodică că, an X., nr.1, 1989, 33-35. old.
- Betekintés az évezredek homályába I. (társszerző) Matematikai Lapok, XCIX (XLII) évfolyam, 1994 / 6, 202-210. old.
- Betekintés az évezredek homályába II. (társszerző) Matematikai Lapok, XCIX (XLII) évfolyam, 1994 / 7, 241-251. old.
- Betekintés az évezredek homályába III. (társszerző) Matematikai Lapok, XCIX (XLII) évfolyam, 1994 / 8, 284-289. old.
- Műveltségünk kezdetei, (társszerző) Diákévkönyv 1997, Tinivár kiadó, 1996, Kolozsvár, 36-37. old.
- Az első magyar nyelvű írásos emlékek, (társszerző) Diákévkönyv 1997, Tinivár kiadó, 1996, Kolozsvár, 49. old.
- Első magyar nyelvű művek, (társszerző) Diákévkönyv 1997, Tinivár kiadó, 1996, Kolozsvár, 69. old.
- Intézmények a magyar tudományos nyelvért, (társszerző) Diákévkönyv 1997, Tinivár kiadó, 1996, Kolozsvár, 103. old.
- Szemelvények a magyar matematikai szaknyelvet megteremtő egyes személyiségek tevékenységéből, Műszaki Szemle, II. évfolyam, 5-6. szám, 32-36. old., Kolozsvár, 1999

## Fontosabb kitüntetései
- Bardócz Lajos-díj, Erdélyi Magyar Műszaki Tudományos Társaság, Kolozsvár, 1995. szeptember 28.
- Díszoklevél, Romániai Magyar Pedagógusok Szövetsége, 1997
- Oktatási érdemrend II. fokozat, Bukarest, 2004. december 10.
- Érdemoklevél, Radó Ferenc Matematikaművelő Társaság, Kolozsvár, 2007. november 16.
- Farkas Gyula-emlékérem, Farkas Gyula Egyesület Mat. és Info., Erdélyi Múzeum Egyesület Mat. és Info. Szakoszt., Radó Ferenc Mat. T. Kolozsvár, 2007. november 16.
- Emlékplakett, Erdélyi Magyar Közművelődési Egyesület, Marosvásárhely, 2015